# Rushville (Indiana)
Rushville is een plaats (city) in de Amerikaanse staat Indiana, en valt bestuurlijk gezien onder Rush County.

## Demografie
Bij de volkstelling in 2000 werd het aantal inwoners vastgesteld op 5995.
In 2006 is het aantal inwoners door het United States Census Bureau geschat op 5619, een daling van 376 (-6,3%).

## Geografie
Volgens het United States Census Bureau beslaat de plaats een oppervlakte van
5,8 km², geheel bestaande uit land. Rushville ligt op ongeveer 299 m boven zeeniveau.

## Plaatsen in de nabije omgeving
De onderstaande figuur toont nabijgelegen plaatsen in een straal van 24 km rond Rushville.